# Pihtipudas
Pihtipudas é um município finlandês localizado na região da Finlândia Central.